# Viktor Dmitrievič Smol'skij
Viktor Dmitrievič Smolski (Minsk, 2 gennaio 1969) è un chitarrista e polistrumentista bielorusso.
Nato in Bielorussia. Ex membro della power metal band tedesca Rage dal 1999, in cui suonava sia la chitarra che le tastiere, curando anche gli arrangiamenti sinfonici. Già membro degli Inspector, metal band russa da lui fondata, e dei Mind Odyssey, Viktor Smolski è il figlio di Dmitri Bronislavovič Smolski, direttore dell'orchestra sinfonica di Minsk.

## Discografia

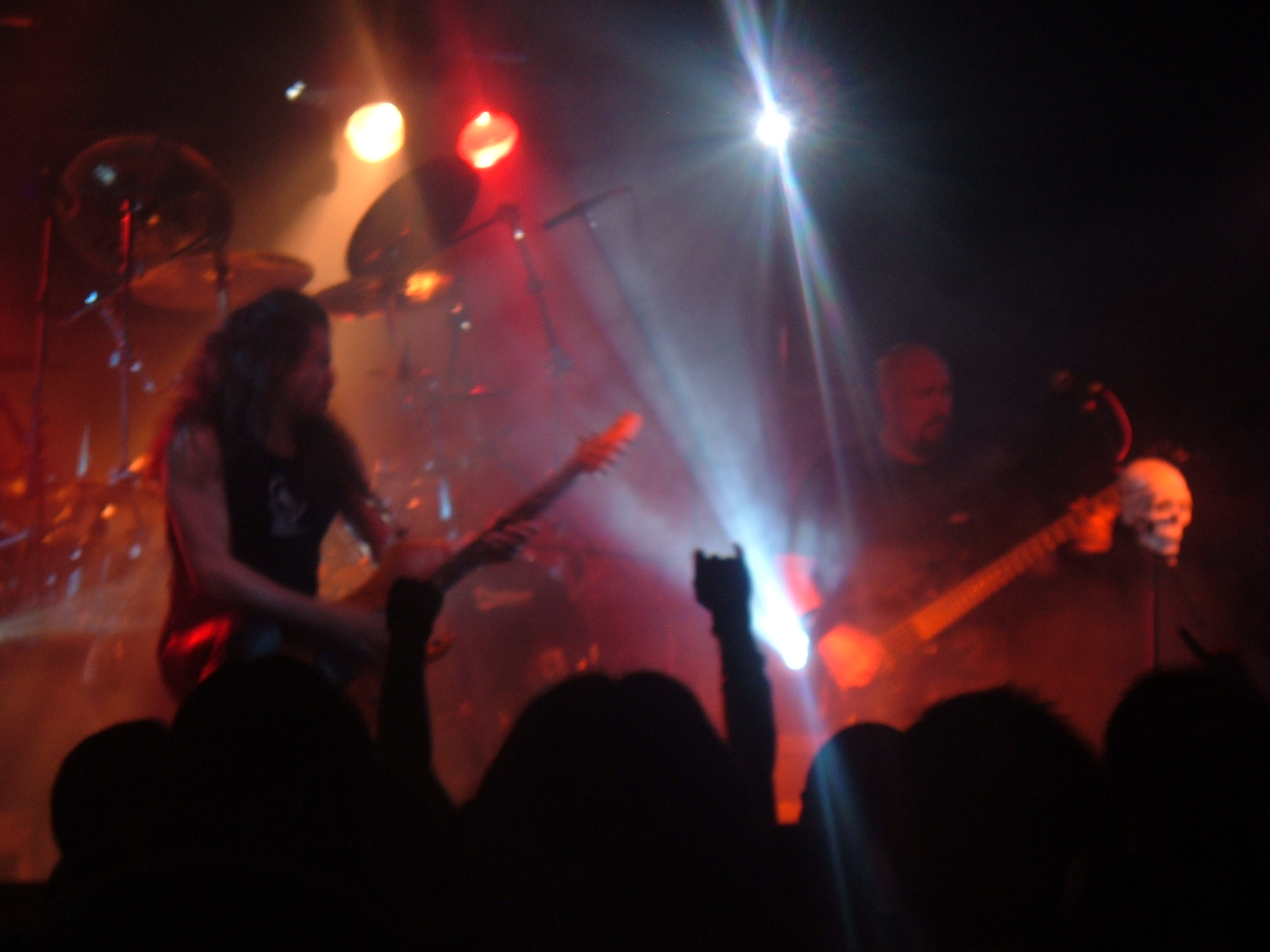
Viktor Smolski in concerto a Milano con i Rage

### Album
- 1996 – Destiny
- 2000 - The Heretic
- 2004 - Majesty & Passion
- 2023 - Guitar Force

#### Con i Rage
- 1999 - Ghosts
- 2001 - Welcome to the Other Side
- 2002 - Unity
- 2003 - Soundchaser
- 2004 - From the Cradle to the Stage (live)
- 2006 - Speak of the Dead
- 2008 - Carved in Stone
- 2010 - Strings to a Web
- 2012 - 21

### Collaborazioni
- 1993 - Inspector - Russian Prayer
- 1998 - Mind Odyssey - Nailed To The Shade
- 1999 - Mind Odyssey - Signs
- 2001 - Der Schuh des Manitu (Movie) - "Soundtrack"
- 2004 - Siggi Braun Fine Young Guitars - Perfect Passion
- 2004 - Traumschiff Surprise (Movie) - "Soundtrack"
- 2005 - Kipelov - Reki Vremeon